# Aedes euiris
Aedes euiris är en tvåvingeart som beskrevs av Dyar 1922. Aedes euiris ingår i släktet Aedes och familjen stickmyggor. Inga underarter finns listade i Catalogue of Life.